# 亚当·惠勒
亚当·惠勒（英語：Adam Wheeler，1981年3月24日—），美国男子摔跤运动员，主攻古典式。他曾代表美国参加2008年夏季奥林匹克运动会摔跤比赛，获得男子古典式96公斤级铜牌。